# Marie-Luise Dostmann
Marie-Luise Dostmann (* 1938) ist eine ehemalige deutsche Eiskunstläuferin.
Marie-Luise Dostmann gewann im Jahr 1953 und 1954 die DDR-Meisterschaften im Paar-Rollkunstlauf sowie 1956 die Eiskunstlaufmeisterschaft der DDR. Im selben Jahr kehrte sie von einem Urlaub in der Bundesrepublik nicht zurück.